# Thyroptera wynneae
Thyroptera wynneae (Velazco, Gregorin, Voss & Simmons, 2014) è un pipistrello della famiglia dei Tirotteridi diffusa nell'America meridionale.

## Descrizione

### Dimensioni
Pipistrello di piccole dimensioni, con la lunghezza totale tra 64,4 e 68 mm, la lunghezza dell'avambraccio tra 33 e 34,2 mm, la lunghezza della coda tra 26 e 26,7 mm, la lunghezza del piede tra 3,1 e 4 mm, la lunghezza delle orecchie tra 11 e 12,7 mm e un peso fino a 3,8 g.

### Aspetto
La pelliccia è lunga e lanosa. Le parti dorsali sono marroni chiare con dei leggeri riflessi grigiastri, mentre le parti ventrali sono bianche, con la porzione centrale dei singoli peli marrone chiara e le punte più scure. Il muso è lungo ed appuntito, gli occhi sono piccoli. Le orecchie sono a forma di imbuto e ben separate. Il trago è corto e con l'estremità arrotondata. Le ali sono marroni scure. Sono presenti dei grossi cuscinetti adesivi ovali alla base dei pollici e sulla pianta dei piccoli piedi. La punta della lunga coda si estende per circa 5–8 mm oltre l'ampio uropatagio, il quale è ricoperto dorsalmente di peli e di file trasversali di piccole verruche. Il calcar è lungo e con due distinte protuberanze cartilaginee lungo il bordo esterno.

## Biologia

### Comportamento
Alcuni individui sono stati catturati all'interno di foglie arrotolate del genere Cecropia.

### Alimentazione
Si nutre di insetti.

## Distribuzione e habitat
Questa specie è diffusa nel Perù nord-orientale e nello stato brasiliano di Minas Gerais.
Vive nelle foreste semi-decidue secondarie.

## Conservazione
Questa specie, essendo stata scoperta solo recentemente, non è stata sottoposta ancora a nessun criterio di conservazione.